# Kako to da svaki dan?
Kako to da svaki dan? je drugi studijski album jugoslovenskog i srpskog rok benda YU grupa.
Iako na ovom albumu nema izrazitih hitova kao na prethodnom, izdvojile su se pesme „Život njen“, „Mala Džoj“ i instrumental „Balada o YU grupi“. Interesantno da na omotu se nalazi slika braće Žike i Dragog Jelića kad su bili deca.

## Spisak pesama
1. Kako to  	3:58
2. Život njen  	3:05
3. Ništa nema novo  	6:41
4. Balada o YU grupi  	3:25
5. Zar je ljubav to  	3:03
6. Mala Džoj  	3:21
7. More 2    	7:57
8. Laž   5:39

## Postava benda
- Dragi Jelić – gitara, vokal
- Žika Jelić – bas gitara, vokal
- Ratislav Đelmaš – bubnjevi

## Spoljašnje veze
- Istorija YU grupe
- EX YU ROCK enciklopedija 1960-2006, Petar Janjatović;  ISBN 978-86-905317-1-